# René Prath
René Alfred Prath, né le 18 octobre 1881 à Tours et mort le 31 décembre 1961 à La Roquette-sur-Siagne, est un peintre et caricaturiste français, reconnu en son époque pour ses natures mortes. Il est en particulier connu pour sa correspondance avec Guillaume Apollinaire, témoignage de leur relation amicale. Il est un exemple des peintres ayant vécu, au début du XXe siècle, la révolution de l'art à Paris et dont la réussite s’est estompée derrière les grands noms de l’époque.

## Biographie
René Prath est né à Tours le 18 octobre 1881, d'un père marchand de parapluies et d'une mère sans profession. Dès 1901, à 19 ans, il effectue ses premières caricatures connues. En 1905, il se trouve à Paris, et plus précisément à la Galerie Prath-Maynier, 4 rue de Lille. Il y effectue sa première exposition collective et fait ses débuts avec Henri Matisse, Kees Van Dongen, André Derain, Émile Othon Friesz ou Maximilien Luce.
Le journal Gil Blas écrit à son propos la critique suivante le 22 février 1905 : « M. René Prath est de ces nombreux jeunes que Paul Gauguin et Cézanne ont pour longtemps impressionnés. Il y a encore quelque sécheresse, quelque dureté de facture, mais quelle netteté dans la façon de poser la touche, et quelle énergie de coloriste ! Certaines de ses natures mortes, des pommes rouges, luisantes, vernissées, des cruches de grès bleu, des bouteilles d'une limpidité d'émeraude, des marmites craquelées sont d'une matière très belle. Cette peinture-là satisfait ceux qui apprécient la peinture pour la matière, comme on aime manier des poteries, des étains souples et moelleux ». 
En juin 1905, le critique Louis Vauxcelles dit à son propos dans le même journal : « Et je retrouve ici les natures mortes vigoureuses d'un coloris éclatant, du plus large sentiment décoratif, de ce jeune peintre d'avenir qu'est M. René Prath. Ce dissident de l'atelier Bonnat évoque la chaleureuse puissance de feu de Gauguin. Que les amateurs retiennent ce nom sonore et bref : René Prath. Je serais fort surpris qu'il ne devînt point notoire ». Il produit dans ce journal des caricatures. Il expose ensuite trois tableaux au 3e Salon d’Automne. C’est d’ailleurs à cette période qu’il semble rencontrer Apollinaire.
En mars et avril 1907, il expose cinq toiles au 23e Salon des indépendants. Il se marie à cette même période avec Yvonne Chaskin, Américaine de 18 ans. Les témoins de la mariée sont Élie Faure et Gustave Kahn.
En octobre, il participe de nouveau au Salon d’Automne, le 5e, où il présente deux toiles.
En 1908 et 1909, il expose de nouveau au Salon des Indépendants, respectivement six et deux toiles,. Apollinaire dit de lui : « M. René Prath goûte en dilettante l’aspect extérieur des objets. Il ne traduit pas picturalement les formes et les couleurs, mais les transporte en quelque sorte sur la toile. Sa conscience lui interdit de s’éloigner de la réalité la plus immédiate. Et on ne saurait lui en vouloir puisque ses dons de peintre idéalisent malgré lui sinon les formes, du moins les couleurs ». 
Le 18 octobre 1909, il envoie, de Cannes, une lettre à Apollinaire dans laquelle il fait part d’une brouille entre les deux hommes. Plusieurs causes semblent en jeu. D’abord un emprunt d’argent du poète Maurice Gremnitz à Prath, qui n’était pas remboursé. Il l’a reproché à Marie Laurencin. Il aurait par ailleurs emmené cette dernière au cabaret du Bal Tabarin, sans que tout cela ne soit du goût d’Apollinaire, à propos duquel une rumeur circule, disant qu’il convoiterait Yvonne Prath.
La lettre suivante à Apollinaire, datant de 1912, évoque une affaire (peut-être celle évoquée en 1909), qui a obligé les Prath à s’exiler à Cannes et à couper les relations avec Paris et les personnes qui s’y trouvaient.
En novembre 1914, Prath est envoyé au front, et reformé trois mois plus tard, après avoir perdu 15 kilogrammes. De retour à Cannes, Yvonne, son épouse, lui fait part de sa volonté de liberté. En mars, il est donc mis à la rue sans le sou et revient à Paris. Malgré ses difficultés, il envoie régulièrement 15 francs à Apollinaire, pour lui faciliter la vie de caserne.
Au cours de l’année 1915, Prath essaie sans succès plusieurs moyens de gagner de l’argent : peinture sur étoffe, vente de tableaux et travail à l’usine (lettre de Max Jacob à Apollinaire, février 1916). Du front, le poète semble toujours suivre avec attention les nouvelles de son ami René Prath.
En janvier 1916, Max Jacob (que Prath n'avait pas sollicité) tente de lui trouver une place à Paris, considérant que « son histoire est touchante », et lui conseille de divorcer d'Yvonne, et de demander une rente. Prath refusera cette solution, « n’étant pas un maquereau » (lettre de Max Jacob à Apollinaire, février 1916). Il trouve le salut en ce début d‘année en réalisant des cartes postales, secteur florissant de cette période.
En mai 1916, la dernière lettre publiée de Prath à Apollinaire est envoyée. Il y précise, après avoir pris des nouvelles du poète, blessé en mars 1916, qu’il est retombé dans le marasme et qu’il songe à s’engager de nouveau.
Les informations sur la suite de sa vie sont sporadiques et peu sourcées. Néanmoins, on sait qu’il se marie une seconde fois à Léonce Raillan en 1928 à Cannes. Puis il vit jusqu’à sa mort, le 31 décembre 1961, à La Roquette-sur-Siagne, ou il exerce la profession de secrétaire de mairie. Il parait certain qu'il avait tourné la page de sa carrière artistique.

## Œuvres
Sans compter les caricatures publiées, entre autres, dans Gil Blas, il a produit une vingtaine de tableaux connus, présentés dans les différents grands salons de l'époque. Il s’agissait principalement de natures mortes. 
Son tableau le plus remarquable reste celui que possédait Guillaume Apollinaire, Nature morte à la bouteille et au pot, peint en 1906.